# Carnival Sunshine
O Carnival Sunshine é um navio de passageiros operado pela Carnival Cruise Line e construído pelos estaleiros da Fincantieri em Monfalcone, Itália. Ele foi lançado ao mar em novembro de 1995 e realizou sua viagem inaugural em novembro do ano seguinte sob o nome de Carnival Destiny, mantendo essa nomeação até ser reformado e rebatizado em 2013.